# Jean Prunescu
Jean Prunescu (sinh ngày 6 tháng 7 năm 1989 ở Bucharest) là một cầu thủ bóng đá người România under contract cùng với Petrolul Ploiești. Ở mùa giải 2008–09, Prunescu chơi 3 trận ở Liga I theo dạng cho mượn đến Gloria Buzău.